# الأدب في إسكتلندا الحديثة

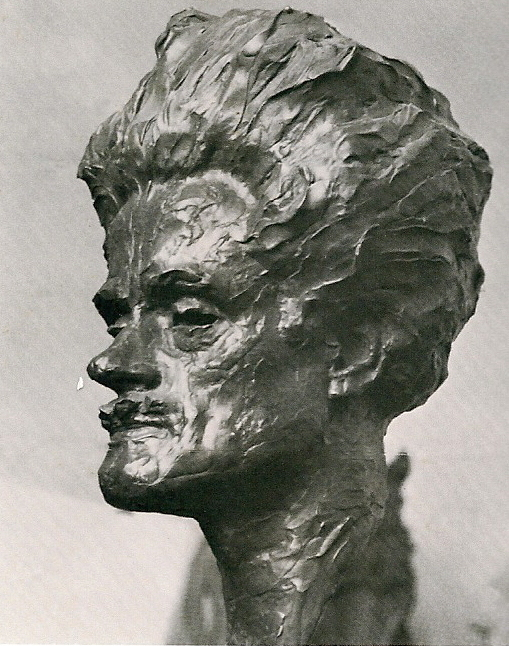

الأدب في إسكتلندا الحديثة هو الأدب المكتوب في إسكتلندا أو من قِبل الكتّاب الإسكتلنديين منذ بداية القرن العشرين. يتضمن الأدب المكتوب باللغة الإنجليزية، واللغة الغيلية الإسكتلندية واللغة الإسكتلندية أشكالًا من الشعر والروايات، والدراما، والقصص القصيرة.
في بداية القرن العشرين كان هناك زيادة في نشاط الأدب الإسكتلندي، بسبب تأثره بالحركة الحداثية وظهور النزعات القومية، التي عُرفت باسم النهضة الإسكتلندية. حاول هيو ماكديارميد، شخصية قيادية، بإعادة إحياء اللغة الإسكتلندية كسبيل للأدب الحقيقي في أعمال شعرية بما في ذلك «رجل مخمور ينظر إلى البَلَّان» (1926). ومن بين الكتّاب الآخرين المرتبطين بالحركة ادوين موير وويليام سوتار. ظهر كتّاب بعد الحرب العالمية الثانية في إسكتلندا مثل روبرت غاريوش وسيدني جودسير سميث. من أولئك الذين يكتبون باللغة الإنجليزية نورمان ماكيغ، وجورج بروس، وموريس ليندسي، وجورج ماكاي براون. كان يُعرف التنشيط المتجانس للشعر الغيلي بالنهضة الغيلية الإسكتلندية وكانت تُنسب بشكل كبير لأعمال سورلي ماكلين. شمل جيل الشعراء الذين نشأوا في فترة ما بعد الحرب كُلًا من دوغلاس دان، وتوم ليونارد، وليز لوتشهيد. شهدت الثمانينيات والتسعينيات من القرن العشرين ظهور جيل جديد من الشعراء الإسكتلنديين الذين أصبحوا شخصيات رائدة في المسرح البريطاني بما في ذلك دون باترسون، وروبرت كروفورد، وكارول آن دفي، وكاثلين جيمي، وجاكي كاي.
من أهم الروايات في القرن العشرين المنزل ذو النوافذ الخضراء لكاتبها جورج ماكاي براون، الذي كسر تقليد مدرسة كيليارد. لعب جون بوشان دورًا رئيسيًا بخلق إثارة حديثة بروايته الدرجات التسع والثلاثون والرداء الأخضر. ركزت النهضة الإسكتلندية بنحو متزايد على الرواية. ومن الشخصيات البارزة نيل ميلر غان، وجورج بليك، وآرتشيبالد جوزيف كرونين، وأريك لينكليتر، ولويس غراسيك حيبون اسمه المستعار جيمس ليزلي ميتشيل. كان هناك أيضًا عدد كبير من الكاتبات النساء المرتبطات بالحركة مثل كاثرين كارزويل، ويلا موير، ونان شيبرد، وناعومي ميتشسون. برز العديد من الروائيين الإسكتلنديين -بعد انتهاء الحرب- الذين قضوا معظم حياتهم خارج إسكتلندا لكنهم تعاملوا مع مواضيعها مثل روبن جنكيز، وجيسي كيسون، وموريل سبارك، والكسندر تروتشي، وجيمس كيناواي. ومن الأعمال الناجحة في السوق روايات الإثارة لأرستيل ماكلين، والروايات التاريخية لدوروثي دونيت. ظهر جيل جديد من الروائيين في الستينيات والسبعينيات وشمل ألان ماسي، شينا ماكاي، وألان سبنس. استمر استكشاف هوية الطبقة العاملة من قبل ارشي هيند، وألان شارب، وجورج فريل، وليام ماكيلفاني. استمتع الأدب الإسكتلندي في الثمانينيات بإحياء آخر من قبل ألسادير غراي، وجيمس كيلمان، إرفين ويلش، وألان وارنر، وجانيس غالواي، وأليسون كينيدي، ولاين بانكس، وكانديا ماكويليام، وفرانك كوبنر، وأندرو أوهاجان. في قصص الخيال كتب أيان بانكس مثل أيان أم بانكس، أنتج كتابات في الخيال العلمي وقصص عن الجريمة الإسكتلندية لا سابق لها وكانت مجالًا رئيسيًا للنمو بسبب نجاح روائيين ومنهم فريدريك ليندسي، وكوينتن جاردين، وفال ماكدرميد، ودينيس مينا، وكريستوفر بروكماير وبالأخص إيان رانكين وروايته لغز المفتش. من أشهر الكتّاب الذين ظهروا في السنوات السابقة من أصل إسكتلندي كانت جي كي رولينغ، كاتب سلسلة هاري بوتر.
ارتبط جيمس ماثيو باري عادًة بطريقة كيليارد. تتعامل مسرحياته السابقة مع الانقلاب المؤقت في النظام الاجتماعي الطبيعي بينما ركزت أعماله اللاحقة على المواضيع التاريخية. بعد باري، كان جون براندان وجيمس بريدي من أنجح كتّاب المسرحيات في إسكتلندا في القرن العشرين. كان بريدي كاتب مسرحيات غزير الإنتاج ومن الشخصيات البارزة التي طورت الدراما الإسكتلندية الحديثة.

## الشعر
في بداية القرن العشرين كان هناك زيادة في نشاط الأدب الإسكتلندي، بسبب تأثره بالحركة الحداثية وظهور النزعات القومية، التي عُرفت باسم النهضة الإسكتلندية. كان هيو ماكديارميد (الاسم المستعار كريستوفر مواري غريف 1892- 1978) شخصية بارزة في الحركة. حاول هيو ماكديارميد، إعادة إحياء اللغة الإسكتلندية كسبيل للأدب الحقيقي في أعمال شعرية بما في ذلك «رجل مخمور ينظر إلى البَلَّان» (1926). ظهر كتّاب آخرون في هذه الفترة وغالبًا ما تعاملوا مع هذه الحركة بما في ذلك الشعراء ادوين موير(1887-1959)، وويليام سوتار (1898-1934)، الذي واصل البحث عن الهوية، رفض الحنين إلى الماضي وضيق أفق التفكير وتعامل مع المسائل الاجتماعية والسياسية. تبع بعض الكتّاب الذين ظهروا بعد الحرب العالمية الثانية ماكديارميد في الكتابة باللغة الإسكتلندية بما في ذلك روبرت غاريوش (1909-81)، وسيدني جودسير سميث (1915-75). أظهر آخرون اهتمامًا أكبر بالشعر المكتوب باللغة الإنجليزية ومن بينهم نورمان ماكيغ (1910-96) وجورج بروس(1909-2002)، وموريس ليندسي(1918-2009)، وجورج ماكاي براون (1921-96) من أوركني.

## الروايات
من بين أهم الروايات في القرن العشرين هي المنزل ذو النوافذ الخضراء 1901 لكاتبها جورج ماكاي براون 1869-1902 وهو عمل واقعي أدبي كسر تقليد كيليارد بتصوير المجتمع الإسكتلندي الجديد وباستخدام اللغة الإسكتلندية. كان عمل جون بوشان هامًا أيضًا (1875-1940) لعب دورًا رئيسيًا بخلق إثارة حديثة بروايته الدرجات التسع والثلاثون (1915) والرداء الأخضر (1916) تضمن عمله الغزير روايته التاريخية ساحرة الغابة (1927) كُتبت في القرن السابع عشر في إسكتلندا ونُشر بعد وفاته سيك هارت ريفر (1941)، هي دراسة عن الانهيار الفيزيولوجي في براري كندا (كان بوشان حاكم عام كندا من 1936 حتى وفاته). كان عمله رابط مهم بين التقاليد الإسكتلندية وستيفينسون والنهضة الإسكتلندية.
ركزت النهضة الإسكتلندية بشكل متزايد على الرواية، وبالأخص بعد الثلاثينات عندما كان هيو ماكديارميد يعيش في عزلة في شيتلاند، انتقلت قيادته إلى الروائي نيل غان (1891-1973) بدأت روايات غان مع الساحل الرمادي (1926)، وهضبة النهر (1937)، والجزيرة الخضراء ذات القاع الكبير (1943)، كُتبت هذه الأعمال باللغة الإنجليزية وليس باللغة الإسكتلندية التي فضلها هيو ماكديارميد. ومن الشخصيات البارزة التي ارتبطت بالحركة جورج بليك ( 1896-1981)، وآرتشيبالد جوزيف كرونين (1891-1980)، وأريك لينكليتر (1899-1974)، ولويس غراسيك حيبون اسمه المستعار جيمس ليزلي ميتشيل (1901-35). وكان هناك العديد من الكاتبات النساء المرتبطات بالحركة حيث أظهرنَّ وعيًا نسائيًا متزايدًا، ومنهم كاثرين كارزويل (1879-1946)، ويلا موير (1890-1970)، ونان شيبرد (1893-1981)، وناعومي ميتشسون (1897-1999). ولدوا جميعًا في فترة خمسة عشر عامًا، لا يمكن وصفهم أنّهم جميعًا أعضاء ينتمون إلى مدرسة واحدة، سعوا جميعًا للبحث عن الهوية، ورفض الحنين إلى الماضي وضيق أفق التفكير والتعامل مع المسائل الاجتماعية والسياسية. يُنظر إلى الطبيب إيه جي كرونين، أحيانًا على أنّه عاطفي، لكن أعماله المبكرة، وبالأخص روايته الأولى قلعة هاتير (1931)، وراويته الأكثر شهرة الحصن (1937) كانت رد فعل مقصود ضد تقليد كيليارد، مما كشف المصاعب والتقلبات في حياة الناس العاديين. هو واحد من أكثر الكتّاب الإسكتلنديين في القرن العشرين الذين تُرجمت أعمالهم إلى لغات أخرى. كان جورج بليك كات رائدًا في اكتشاف خبرات الطبقة العاملة في أعماله مثل صانعي السفن (1935).

## الدراما
كان جيمس ماثيو باري (1860-1937) واحدًا من أنجح مصَدّري الأدب الإسكتلندي، عاش معظم حياته المهنية في إنجلترا. كان عمله بيتر بان (1904)، الذي بدأ كمسرحية، واحدًا من أشهر الأعمال في إنجلترا. ارتبط باري أحيانًا بحركة كيليارد ومسرحياته المبكرة مثل شارع الجودة (1901)، وكرايتون المثير للإعجاب (1902)، ارتبطت بالانقلاب المؤقت في النظام الاجتماعي الطبيعي. ركزت أعماله اللاحقة مثل بروتوس العزيز (1917)، وماري روز (1920) على الموضوعات التاريخية. بعد باري، كان من أشهر كتّاب المسرحيات في بداية القرن العشرين جون براندان وجيمس بريدي. الأسماء المستعارة للدكتور جون ماكنتاير (1896-1947) واوزبورن مافور (1888-1951). كانت مسرحيات براندان في كثير من الأحيان استكشافًا فكاهيًا للصدام بين الحداثة والتقاليد مثل غلين هو ملك لي (1925). كان بريدي كاتب مسرحيات غزير الإنتاج ومن الشخصيات البارزة التي طورت الدراما الإسكتلندية الحديثة. بالإضافة إلى أنّه وضع في أعماله خبرته الطبية كما في عالم التشريح (1930)، شملت مسرحياته هجاء الطبقة المتوسطة مثل أغنية ضوء النهار (1928) وكثيرًا ما استدعى شخصيات دينية كما في الملائكة والشياطين، السيد بولفري (1943).